# Partido di Lomas de Zamora
Il partido di Lomas de Zamora è un dipartimento (partido) dell'Argentina facente parte della provincia di Buenos Aires. Il capoluogo è Lomas de Zamora. Si tratta di uno dei 24 partidos che compongono la cosiddetta "Grande Buenos Aires".

## Geografia antropica

### Suddivisioni amministrative
Il partido di Lomas de Zamora è composto da 7 località:
| Località         | Popolazione (2001) |
| ---------------- | ------------------ |
| Banfield         | 223.898            |
| Llavallol        | 41.463             |
| Lomas de Zamora  | 111.897            |
| Temperley        | 111.660            |
| Turdera          | 9.786              |
| Villa Centenario | 49.737             |
| Villa Fiorito    | 42.904             |